# Wąwóz Kodori

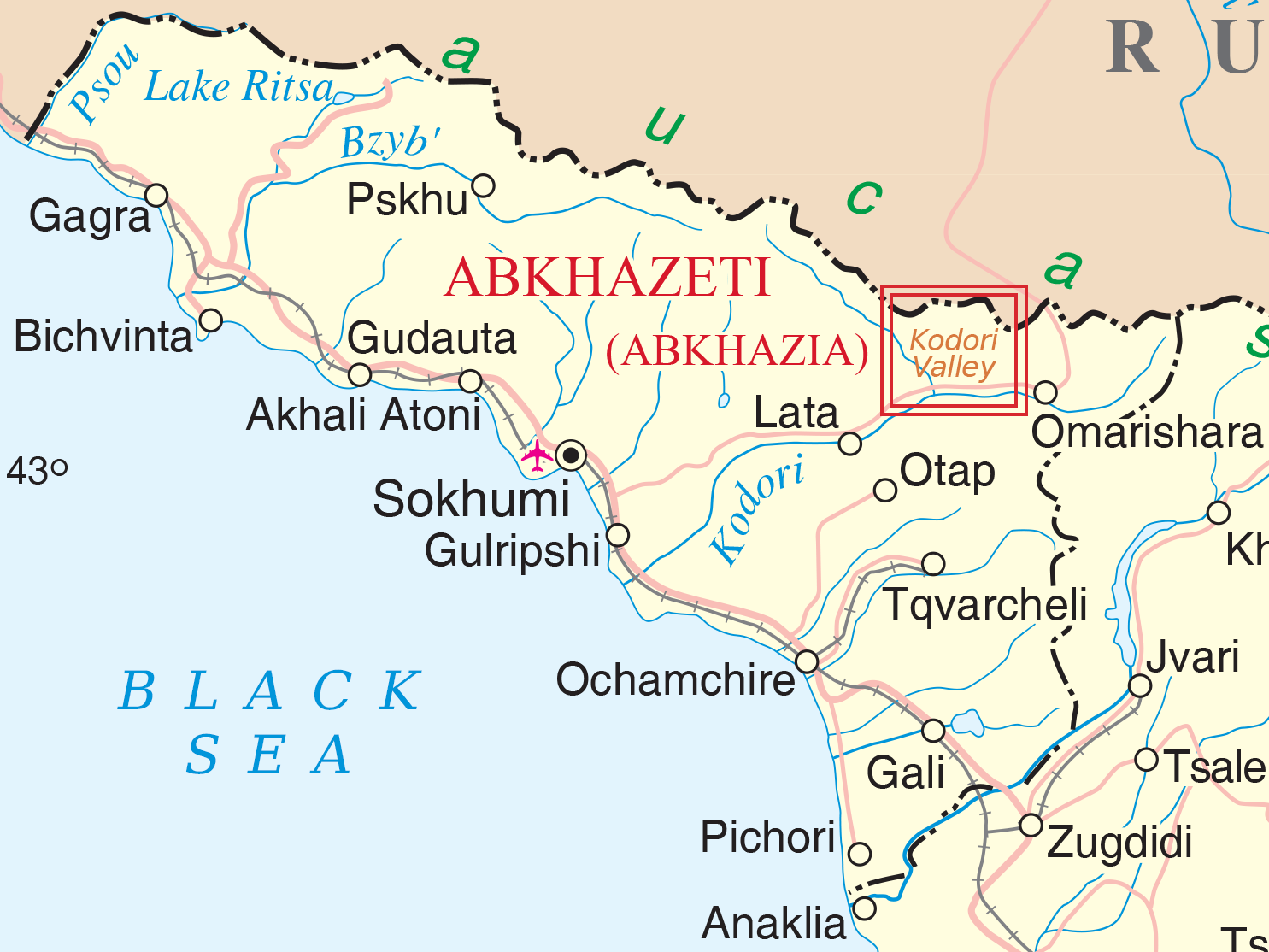
Wąwóz Kodori

Wąwóz Kodori – dolina rzeki Kodori, która w swoim górnym biegu wydrążyła stromy wąwóz w Górach Kodorskich. Przecina ten masyw górski na wysokości od 3984 do 1300 metrów. Rejon ten do niedawna zamieszkany był przez niespełna 2000 Swanów.
Region posiada strategiczne znaczenie jako najkrótsza droga do Suchumi – stolicy formalnie  gruzińskiej republiki autonomicznej stanowiącej faktycznie państwo nieuznawane – Abchazji. W 1994 wąwóz ten stał się linią przerwania ognia w konflikcie pomiędzy Gruzją i wspieranymi przez Rosję separatystami, w wyniku którego górna część wąwozu, znana pod nazwą Górna Abchazja, w okresie lipiec 2006 – sierpień 2008 stanowiła jedyną część Abchazji, pozostającą pod kontrolą rządu Gruzji.
26 lipca 2006 Gruzja przeprowadziła w Kodori udaną akcję, tłumiąc bunt Emzara Kwicjaniego, oraz ogłosiła przeniesienie siedziby legalnego (według Gruzji) rządu Abchazji z Tbilisi do wioski Czchałta położonej w wąwozie. Do wąwozu sprowadzono silne oddziały armii gruzińskiej i MSW. Działania te zostały określone przez Moskwę i Abchazję jako zapowiedź nowej wojny.
10 sierpnia 2008 r. 5000 żołnierzy abchaskich wspomaganych przez lotnictwo Armii Rosyjskiej rozpoczęło operację wojskową w kontrolowanej przez Gruzję części wąwozu. 12 sierpnia siły zbrojne Abchazji całkowicie opanowały wąwóz kodorski. Prezydent Abchazji Siergiej Bagapsz ogłosił osiągnięcie granicy Abchazji z 1921 roku, a tym samym pełne wyzwolenie kraju.